# اناکسان
اناکسان (به لاتین: Unaksan) یک کوه در کره جنوبی است که در استان گیئونگی واقع شده‌است. اناکسان ۹۳۵٫۵ متر بالاتر از سطح دریا واقع شده‌است.